# Липково
Липково (мкд. Липково) је насеље у Северној Македонији, у северном делу државе. Липково је седиште истоимене општине Липково.

## Географија
Липково је смештено у северном делу Северне Македоније. Од најближег већег града, Скопља, насеље је удаљено 12 km западно.
Насеље Липково је у западном делу историјске области Жеглигово. Насеље је положено на Липковској реци, на месту где она својим током из планинског окружења Скопске Црне Горе прелази у поље. Надморска висина насеља је приближно 440 метара.
Месна клима је континентална.

## Становништво
Липково је према последњем попису из 2002. године имало 2.644 становника. 
Претежно становништво у насељу су Албанци (99%). Српско становништво је некада постојало као значајна мањина, али се последњих деценија иселило због притисака албанске већине.
Већинска вероисповест је ислам.